# Trinkvogel

Trinkvogel

Ein Trinkvogel, auch Wippvogel, Pickvogel, Saufpieper, Schluckspecht,  Trinkstorch, Nickente, Nickvogel oder Glaskolbenente, ist ein physikalisches Spielzeug. Eine als sitzender Vogel gestaltete Wippe senkt sich in regelmäßigen Abständen und taucht dabei den „Schnabel“ in ein bereit gestelltes Wasserglas. Wenig später richtet sich die Wippe auf und der Vogel nimmt wieder seine Ausgangsstellung ein. Nach kurzer Wartezeit wiederholt sich der Vorgang. Es entsteht der Eindruck als ob der Vogel aus dem Wasserglas trinkt. Die für die Bewegung nötige Energie bezieht der Trinkvogel aus der Verdampfung des seinen Schnabel benetzenden Wassers.

## Aufbau
Der Trinkvogel ist in der Regel ein Hohlkörper aus Glas, bestehend aus einem langen Hals, der einen filzüberzogenen Kopf mit einem Bauch verbindet. Der Hohlkörper ist teilweise mit einer farbigen Flüssigkeit, meist Methanol, gefüllt. Der röhrenförmige Hals ragt in den Bauch hinein. Der Vogel liegt drehbar auf einem Gestell. Kippt er weit genug nach vorne, so wird sein Schnabel in ein Wasserglas eingetaucht.

## Funktionsweise

Funktionsweise eines Trinkvogels

Das Wasser auf dem feuchten Schnabel verdunstet und kühlt den Schnabel geringfügig ab. Wegen der verringerten Temperatur kondensiert Methanoldampf im Kopf und der Druck im Glasrohr sinkt, wodurch die Flüssigkeit im Glasrohr nach oben steigt. Im wärmeren Bauch verdampft Flüssigkeit und stabilisiert dort den Druck. Mit dem Ansteigen der Flüssigkeit hebt sich der Schwerpunkt, der Vogel kippt nach vorn, und der Schnabel taucht in das bereitstehende Wasserglas. Gleichzeitig bewegt sich durch die Neigung das untere Rohrende aus der Flüssigkeit im Bauch heraus, sodass die Flüssigkeit aus dem Hals wieder in den Bauch zurückfließt und der Vogel zurück in die Ausgangsposition pendelt.
Der Vogel ist ausschließlich mit einer Flüssigkeit und ihrem eigenen Dampf gefüllt. In diesem Zustand stellt sich ein Druck ein, der dem Dampfdruck bei der entsprechenden Temperatur entspricht. Der Dampfdruck, der für viele Stoffe gut durch die Clausius-Clapeyron-Gleichung beschrieben werden kann, hängt stark von der Temperatur ab. Die kleine Temperaturdifferenz zwischen dem feuchten Schnabel und dem Bauch reicht daher aus, um die Flüssigkeit ca. 10 cm anzuheben.
Der Effekt ist umso größer, je stärker der Dampfdruck der verwendeten Flüssigkeit mit der Temperatur ansteigt. Diethylether oder Dichlormethan haben einen starken Druckanstieg, sind aber gesundheitsschädlich. Meist kommt Methanol zum Einsatz. Ethanol erzeugt etwa die halbe Druckdifferenz im Vergleich zu Methanol, Wasser ist deutlich schlechter.
Der Effekt, dass eine Flüssigkeit im Gleichgewicht mit ihrem eigenen Dampf stark auf Temperaturunterschiede reagiert, wird auch bei der Heatpipe, bei der Alkoholuhr und beim Liebesthermometer ausgenutzt.
Wird das Trinkglas mit Spiritus gefüllt, trinkt der Vogel schneller, weil der Spiritus leichter als Wasser verdunstet und dadurch ein größeres Temperaturgefälle erzeugt. Die Kippbewegung kann auch durch eine gezielte Erwärmung des unteren Körpers mit einem Fön oder durch Wärmestrahlung ausgelöst werden.
Der Trinkvogel ist eine Wärmekraftmaschine, die die Temperaturdifferenz durch Verdunsten von Wasser in die Umgebung ausnutzt. Dass bei der Verdunstung eine Temperaturdifferenz aufgebaut wird, liegt daran, dass Luft, wenn sie weniger als 100 % relative Feuchtigkeit aufweist, bei gleichzeitigem Vorliegen von flüssigem Wasser nicht im thermodynamischen Gleichgewicht ist, also gemäß dem 2. Hauptsatz der Thermodynamik Prozesse ablaufen können, die den Zustand in Richtung des thermodynamischen Gleichgewichts mit 100 % Luftfeuchtigkeit bringen. Aufrechterhalten wird dieses Nichtgleichgewicht durch die Energie der Sonne, die Luftmassen immer wieder erwärmt und abkühlen lässt, sodass die Feuchtigkeit abregnet und die Luft dadurch getrocknet wird. In einem abgeschlossenen System erreicht die relative Luftfeuchtigkeit bald 100 %, und der kühlende Verdunstungsprozess kommt zum Erliegen. Dies lässt sich leicht durch eine über den Vogel gestülpte Glasglocke zeigen: Nach einigen Minuten kommt die Bewegung zum Stillstand. Entfernt man die Glocke, beginnt die Bewegung des Vogels wieder.